# Junji Kawano
Junji Kawano (川野 淳次 Kawano Junji?,  nacido el 11 de julio de 1945 en Oita) es un exfutbolista japonés que se desempeñaba como defensa.
Kawano jugó 2 veces para la selección de fútbol de Japón entre 1968 y 1969.

## Trayectoria

### Clubes
| Club            | País  | Año         |
| --------------- | ----- | ----------- |
| Toyo Industries | Japón | 1968 - 1976 |

### Selección nacional
| Selección | País  | Año         |
| --------- | ----- | ----------- |
| Absoluta  | Japón | 1968 - 1969 |

## Estadística de equipo nacional
| Selección de Japón | Selección de Japón | Selección de Japón |
| Año                | Part.              | Goles              |
| ------------------ | ------------------ | ------------------ |
| 1968               | 1                  | 0                  |
| 1969               | 1                  | 0                  |
| Total              | 2                  | 0                  |

## Palmarés

### Títulos nacionales
| Título              | Club            | País  | Año  |
| ------------------- | --------------- | ----- | ---- |
| Copa del Emperador  | Toyo Industries | Japón | 1969 |
| Japan Soccer League | Toyo Industries | Japón | 1970 |